# Палец (рассказ)
«Палец» (англ. The Moving Finger) — рассказ в жанре хоррор американского писателя Стивена Кинга, впервые опубликованный в журнале «The Magazine of Fantasy & Science Fiction» в декабре 1990 года, и опубликованный в авторском сборнике «Ночные кошмары и фантастические видения» в 1993 году. Другие названия — «Двигающийся палец», «Скрёб-поскрёб».

## Сюжет
Однажды, зайдя в ванную комнату, Говард обнаружил палец, который торчал из сливного отверстия раковины. Это был очень длинный, но всё же настоящий человеческий палец. Только он двигался, и становился всё длиннее и длиннее.

## Переводы на русский
- В. Вебер («Скрёб-поскрёб»)
- Б. Любарцев («Палец»)
- И. Почиталин («Двигающийся палец»)[1]